# Bristol Rugby
Il Bristol Rugby è un club di rugby a 15 di Bristol (Regno Unito), che compete nella stagione 2018-19 nella prima divisione inglese, l'English Premiership.
Fondato nel 1888, il club disputa i suoi incontri interni al Memorial Ground in condominio con i Bristol Rovers, uno dei due club di calcio cittadini. Dal 2014 si trasferisce all'Ashton Gate Stadium condividendo lo stadio con l'altro club di calcio cittadino, il Bristol City.
Il Bristol, che nel suo palmarès vanta una coppa Anglo-Gallese nel 1983, una British and Irish Cup nel 2011 e una European Rugby Challenge Cup nel 2020 ha schierato tra le sue file diversi giocatori di livello internazionale, tra cui si citano, nell'era dilettantistica, John Pullin, capitano dell'Inghilterra anni settanta, i campioni del mondo inglesi Kyran Bracken e Simon Shaw, quello australiano Jason Little e altri internazionali di rilievo come il neozelandese Sean Hohneck, il sudafricano Henry Honiball, gli argentini Agustín Pichot e Felipe Contepomi, l'italiano Walter Pozzebon.

## Palmarès
- Challenge Cup: 1
2019-20
- Coppe Anglo-Gallesi: 1
1982-83
- British and Irish Cup: 1
2010-11

## Rose
- Rose e stagioni del passato

## Giocatori celebri
I seguenti giocatori hanno rappresentato la loro nazionale alla Coppa del Mondo di rugby mentre giocavano per il Bristol:
- 1987:  Richard Harding,  Jonathan Webb
- 1995:  Kyran Bracken
- 1999:  Garath Archer,  Kyran Bracken,  David Rees,  Jamie Mayer,  Pablo Lemoine,  Al Charron,  Agustín Pichot,  Eduardo Simone
- 2003:   Kyran Bracken,  Ross Beattie
- 2007:  Mark Regan,  Shaun Perry,  Alfie To'oala,  David Lemi,  Marko Stanojevic
- 2011:  William Helu
- 2015:  Matthew Morgan,  Anthony Perenise,  Jack Lam,  Tommaso Benvenuti
- 2019:  James Lay,  Jordan Lay,  Chris Vui,  Alapati Leiua,  Siale Piutau
- 2023:  Ellis Genge,  Kyle Sinckler,  Max Malins,  Kalaveti Ravouvou,  Santiago Grondona,  Chris Vui,  Steve Luatua.